# Marcin Ciliński
Marcin Ciliński (ur. 10 kwietnia 1968 w Bytomiu) – były polski piłkarz grający na pozycji pomocnika, obecnie trener piłkarski.

## Kariera klubowa
Ciliński jest wychowankiem Polonii Bytom. W tym klubie w 1984 rozpoczął swoją seniorską karierę. Jesienią tego samego roku przeszedł do Zagłębia Lubin, gdzie spędził kolejne sześć sezonów. W ostatnim zdobył z klubem mistrzostwo Polski. Przez kolejne lata grał dla polskich klubów: Miedzi Legnica, Olimpii Poznań, Lechii/Olimpii Gdańsk, Sokoła Tychy oraz Śląska Wrocław. W 1999 przeszedł to szwajcarskiego BSC Young Boys, w którym rozegrał 17 spotkań. Jesienią tego samego roku został sprzedany do FC Winterthur, w którym to zakończył sezon. W roku 2000 powrócił do Polski i przez dwa kolejne lata grał w Górniku Polkowice. Lata 2002–2004 to gra w Miedzi Legnica, Nysie Zgorzelec oraz Włókniarzu Mirsk. W sezonie 2004/2005 trafił do BKS Bolesławiec i tam ostatecznie w 2007 zakończył karierę piłkarską.

## Kariera trenerska
Od 2005 do 2008, Marcin Ciliński był trenerem BKS Bolesławiec (w tym przez trzy sezony jako grający trener). Następnie, został trenerem Prochowiczanki Prochowice. Pod koniec 2009 przeszedł do Polonii/Sparty Świdnica, gdzie po rozegraniu dwóch oficjalnych spotkań został zwolniony. 12 lipca 2010 ponownie objął posadę trenera w BKS Bobrzanie Bolesławiec. Od 1 lipca 2015 jest trenerem juniorskiego zespołu Zagłębia Lubin.

## Sukcesy

### Zagłębie Lubin
- Mistrzostwo Polski: 1990/1991

### Miedź Legnica
- Puchar Polski: 1991/1992